# ハンガリーの交通
ハンガリーの交通について記述する。

## 鉄道
- 路線長: 7,606 km

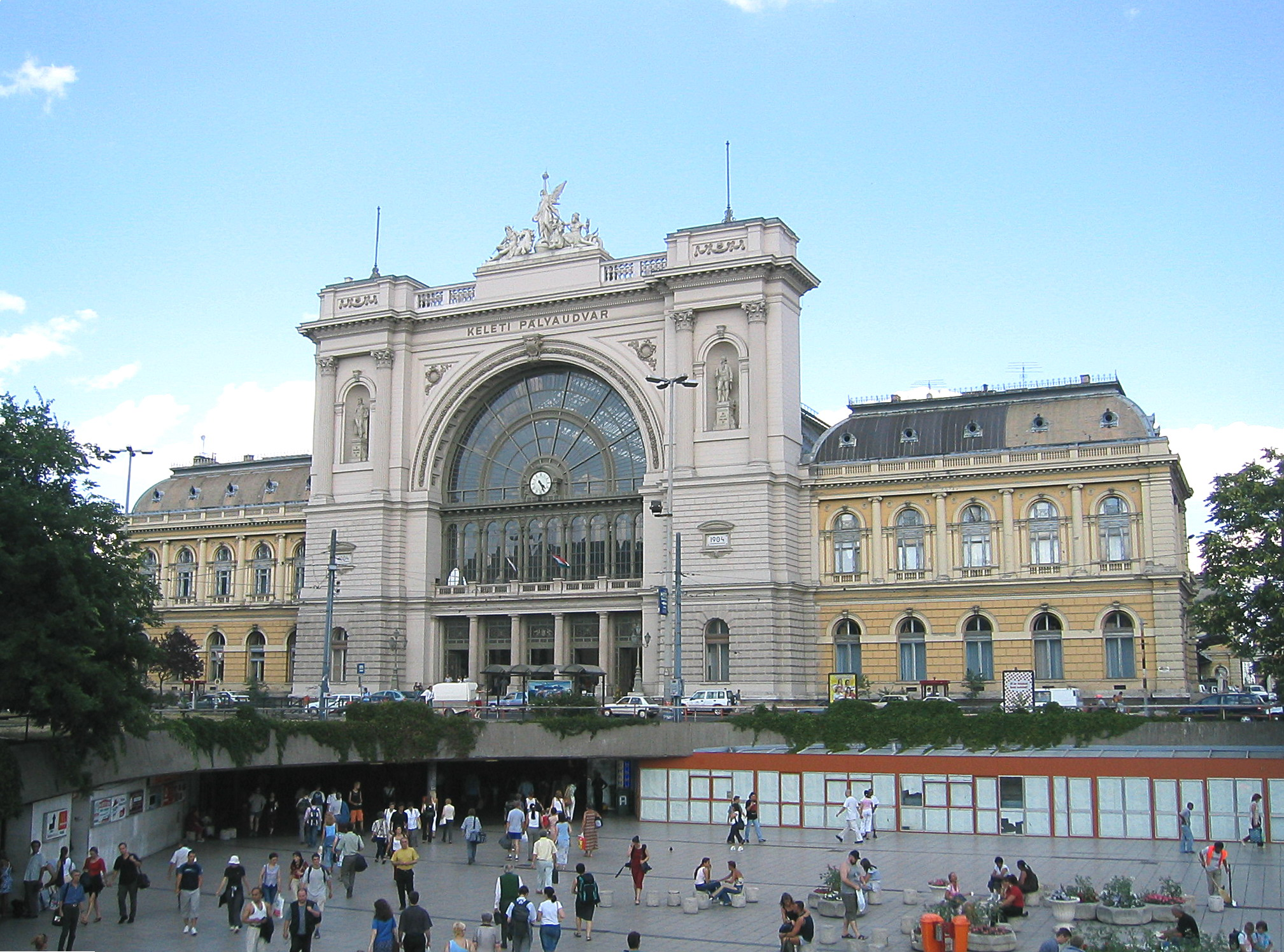
ブダペストのKeleti 駅

  - 広軌: 36 km レール幅1524mm
  - 標準軌: 7,394 km レール幅1435mm (うち電化区間 2,270 km 複線区間1,236 km )
  - 狭軌: 176 km レール幅762mm （1998年時点）

注: ハンガリーとオーストリアはジェール–ショプロン–エーベンフルト (GySEV/ROeEE)間において共同で国際列車を運行している。距離はハンガリー側101km、オーストリア側65kmである。
ブダペストには東、西、南に主な駅が3駅ある。
ブダペストには地下鉄がある。通称HÉVという近郊列車もある。

## 道路

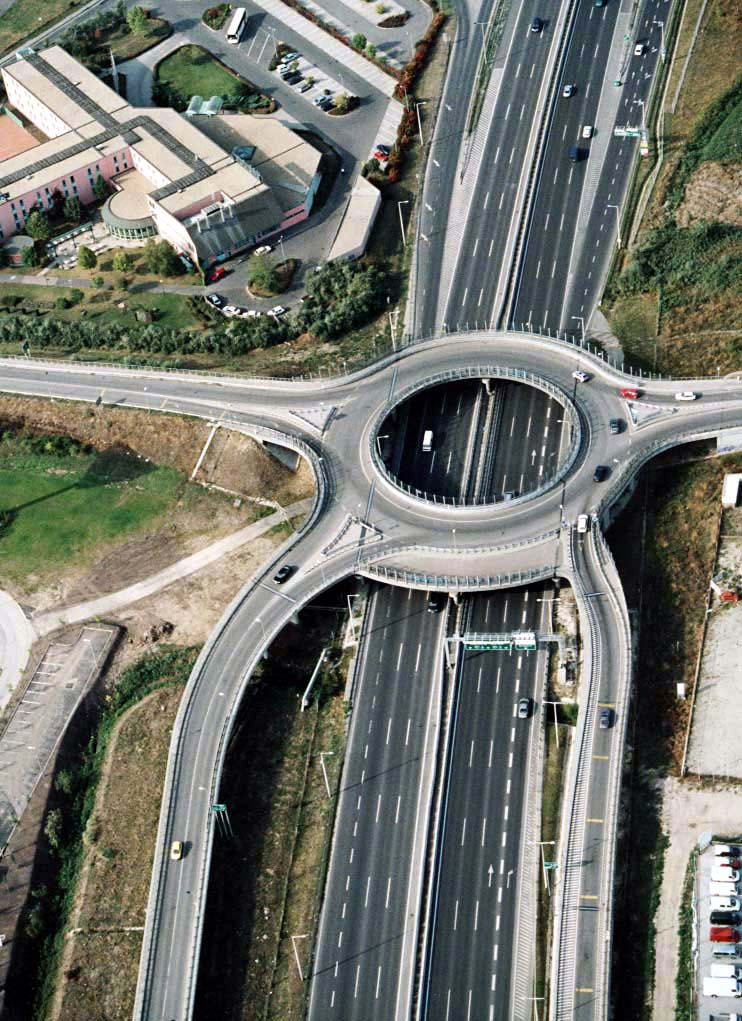
M7 ハンガリーの高速道路

高速道路: M0 - M1 - M2 - M15 - M3 - M30 - M35 - M5 - M6 - M7 - M70
- 総延長: 188,490 km
  - 舗装済: 81,950 km (1013 km の高速道路を含む, 2007年時点)
  - 未舗装: 106,523 km (1998 est.)

高速道路は徐々に延伸される予定である。経済上重要な都市とブダペストを連絡している。
- Motorway information (English)

## 運河
1,373 km permanently navigable （1997年）

### 港湾施設
最重要港は首都ブダペストである。他に需要なのはドゥナウーイヴァーロシュとバヤである。

### 水運
- 計: 2 隻 (1,000 GRT or over) totaling 12,949 GRT/14,550 DWT
- 船種: 貨物 2 (1999 est.)

## パイプライン
- 原油 1,204 km
- 天然ガス 4,387 km （1991年）

## 空港

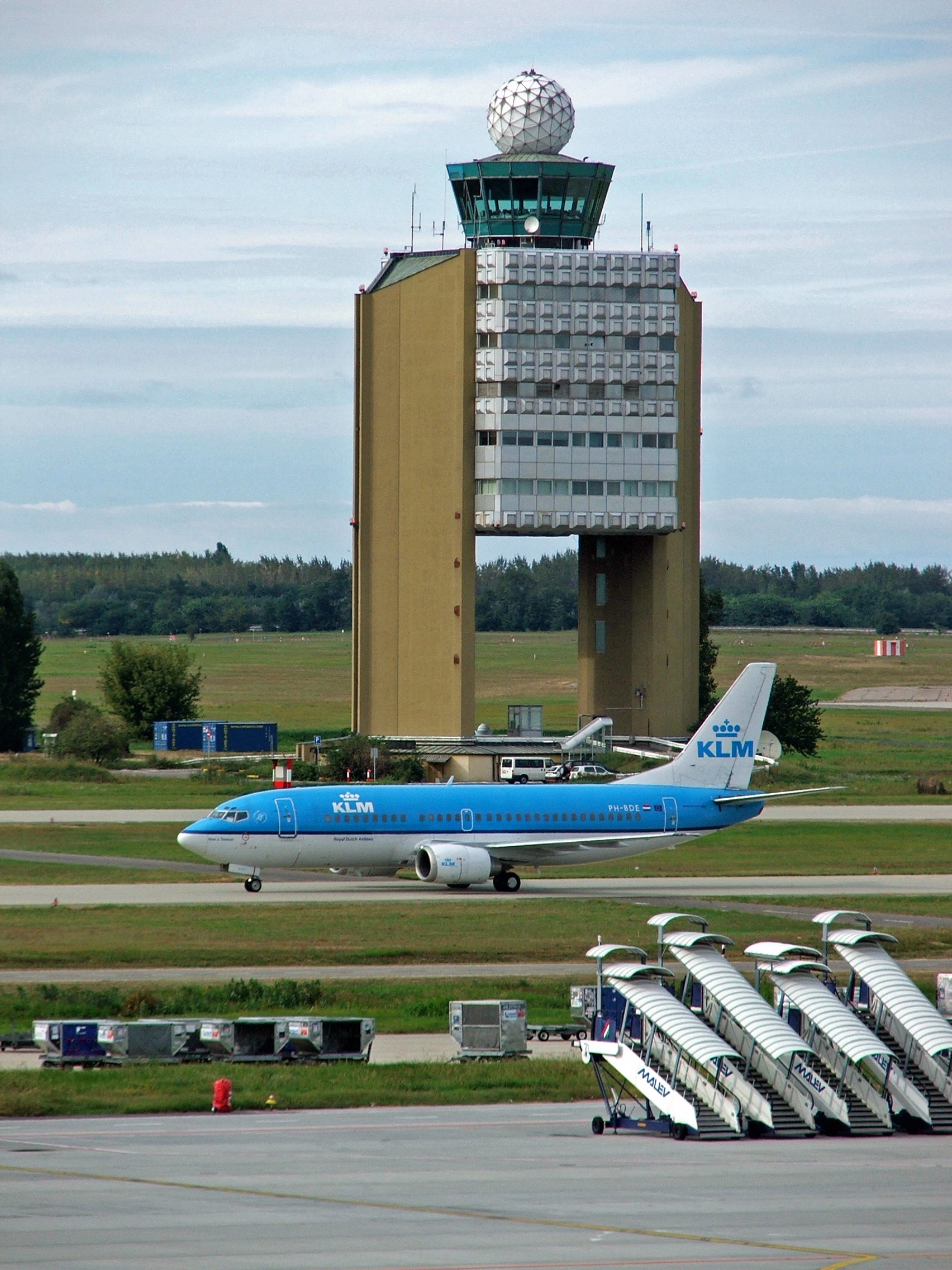
Ferihegy空港

ハンガリーには小規模な空港や未舗装の空港を含めると43〜45の空港がある。(1999年の時点)国際空港は5空港ある。マレーヴ・ハンガリー航空は欧州の60以上の都市に就航していたが、現在は運航停止となっている。

### 舗装された滑走路の空港
- Total: 16
  - Over 3,047 m: 2
  - 2,438 to 3,047 m: 8
  - 1,524 to 2,437 m: 4
  - 914 to 1,523 m: 1
  - Under 914 m: 1 (1999 est.)

### 舗装されていない滑走路の空港
- Total: 27
  - 2,438 to 3,047 m: 3
  - 1,524 to 2,437 m: 5
  - 914 to 1,523 m: 12
  - Under 914 m: 7 (1999 est.)

## 都市における交通

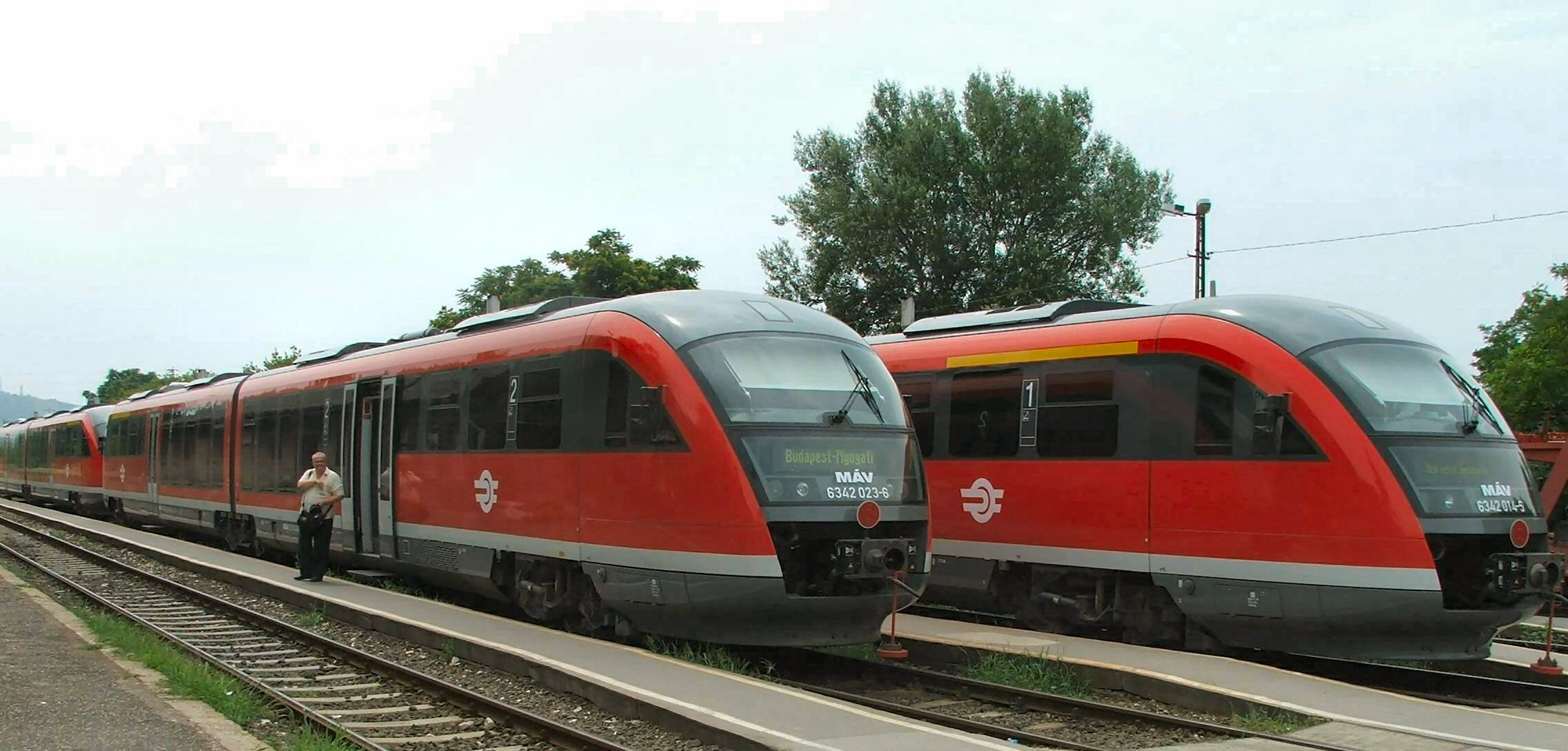
シーメンス社製デジロシリーズ、 エステルゴム

### 都市の交通企業
- BKV (ブダペスト) (バス、路面電車、トロリーバス、地下鉄)
- DKV (デブレツェン) (路面電車とトロリーバスのみ; バスの運行はHajdú Volán)
- MVK Zrt. (ミシュコルツ) (バスと路面電車)
- SzKT (セゲド) (路面電車とトロリーバスのみ;バスの運行はTisza Volán)
- PK Rt. (ペーチ) (バス)
- KT Rt. (カポシュヴァール) (バス)

都市と街の地域輸送はVolánが都市間輸送同様に行う。

### 路面電車とライトレール

#### ブダペストの路面電車
1887年に開業したブダペストの路面電車は世界最古の路面電車である。現在は50m長の列車がラッシュ時には60〜90秒間隔で運行されている。最新のジーメンス製コンビーノ スープラ低床路面電車は40両が在籍している。2006年7月1日から運行されたが、最初の1週間は技術上の不具合が多発した。

#### 路面電車がある都市
- ブダペスト (開業1887年11月28日)
- ミシュコルツ (開業1897年7月10日)
- セゲド (開業1908年10月1日)
- デブレツェン (開業1911年3月16日)

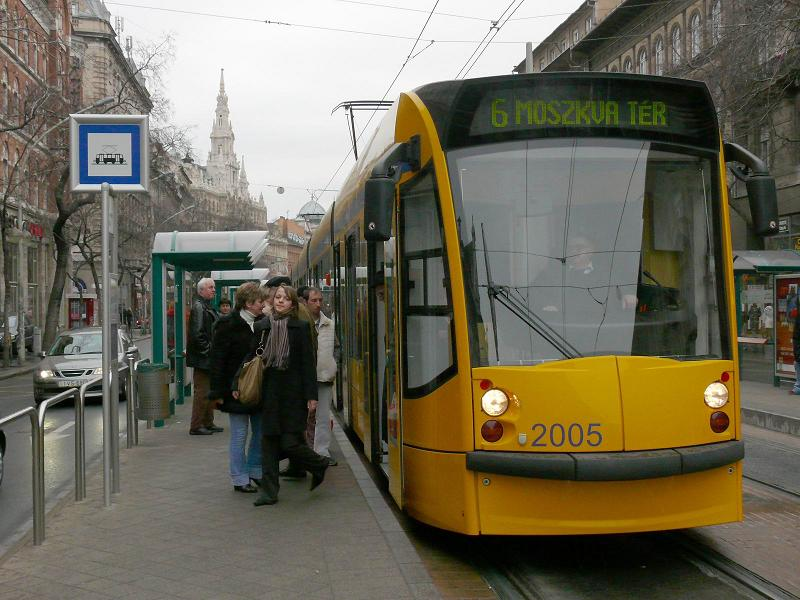
ブダペスト, ジーメンス コンビーノ
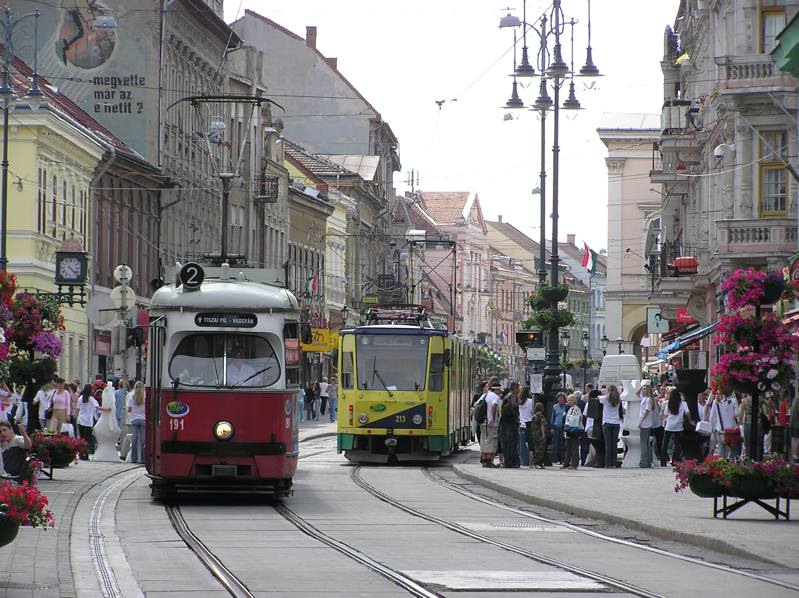
路面電車 1 と 2(ミシュコルツ)

#### かつて路面電車が存在した都市
- ソンバトヘイ (1897年 - 1974年)
- ショプロン (1900年 - 1923年)
- ニーレジハーザ (1905年 - 1969年)
- ペーチ (1913年 - 1960年8月31日)

## 参考
- ハンガリー
- ハンガリー国鉄
- ハンガリーの空港一覧
- ハンガリーの道路一覧
- ブダペストの近郊列車
- ヨーロッパの交通